# 13906 Shunda
13906 Shunda (1977 QD2) là một tiểu hành tinh vành đai chính được phát hiện ngày 20 tháng 8 năm 1977 bởi N. S. Chernykh ở Đài vật lý thiên văn Crimean.